# Клаве, Пелегрин
Пелегрин Клаве́ и Роке́ (исп. Pelegrí Clavé i Roqué, 17 июня 1811 , Барселона — 13 сентября 1880, Барселона) — испанский и каталонский художник, представитель назарейской школы живописи в Испании, долгое время живший и работавший в Мексике.

## Жизнь и творчество
Пелегрин Клаве и Роке родился в Барселоне в 1811 году. Его учителями были Сальвадор Майоль и Пау Ригальт. Изучал живопись в Королевской академии изящных искусств Сан-Жорди в Барселоне, где учился у Пьетро Тенерани и Томмазо Минарди, и, получив стипендию, с 1834 года — в римской Академии Святого Луки. В Риме Клаве знакомится с некоторыми немецкими художниками-назарейцами (в том числе с Фридрихом Овербеком, оказавшими влияние на творчество молодого испанца. В этот период он много путешествовал по Италии и Франции. Также выставлялся в Милане. В 1846 П.Клаве приезжает в Мексику, живёт и работает здесь много лет. В Мексике художник создаёт многочисленные портреты, пейзажи и исторические полотна. Будучи директором Национальной академии де Сан-Карлос в Мехико, этот художник-назареец внёс большой вклад в развитие мексиканской национальной живописи. В 1868 году он возвращается в Барселону и вскоре становится членом Королевской каталонской академии изящных искусств Сан-Жорди.